# Saison 3 de Nouvelle École
 (mars 2025).
Motif : source secondaires suffisantes pour justfier d'un article séparé de la page principale?
- Archive Wikiwix
- Bing
- Cairn
- DuckDuckGo
- E. Universalis
- Gallica
- Google
- G. Books
- G. News
- G. Scholar
- Persée
- Qwant
- (zh) Baidu
- (ru) Yandex
- (wd) trouver des œuvres sur Wikidata

| 1. | Préciser le motif de la pose du bandeau. | Précisez le motif de la pose du bandeau en utilisant la syntaxe suivante : {{admissibilité à vérifier\|date=août 2025\|motif=remplacez ce texte par le motif}}                                  |
| 2. | Informer les utilisateurs concernés.     | Pensez à avertir le créateur de l'article, par exemple, en insérant le code ci-dessous sur sa page de discussion : {{subst:avertissement admissibilité à vérifier\|Saison 3 de Nouvelle École}} |

La troisième saison de Nouvelle École, émission française de télé-réalité musicale basée sur Rhythm + Flow, est diffusée du 4 juillet au 21 juillet 2024 sur Netflix. Le jury est composé de SCH, Aya Nakamura et SDM. 
Le gagnant de la saison est Youssef Swatt's remportant 100 000 € face à Dadi en deuxième place et Jyeuhair en troisième place.

## Nouveautés
Quelques changements ont été ajoutés par rapport aux saisons précédentes :
- Une nouvelle étape en plus est créée qui va servir de repêchage pour les perdants des Battles et pourront se rattraper. Les candidats devront, en quelques minutes, écrire un texte afin de le rapper sur une prod que chacun des perdants devront se partager, à la manière d'un Planète Rap. Le jury décide de qui et combien pourra continuer l'aventure ou non.
- Une nouvelle épreuve intitulée « Les Samples », qui se situe chronologiquement entre les Battles et les Clips. À la fin de cette épreuve, le nombre de candidats est de cinq.
- Pour l'épreuve des Clips, les candidats devront tourner leur clip vidéo d'une de leur chanson dans leur ville respective.

## Juges

### Jury
Le rappeur SCH retrouve sa place de juge dans l'émission pour la troisième fois consécutive. Aya Nakamura et SDM font leur arrivée en remplacement de Shay et Niska.

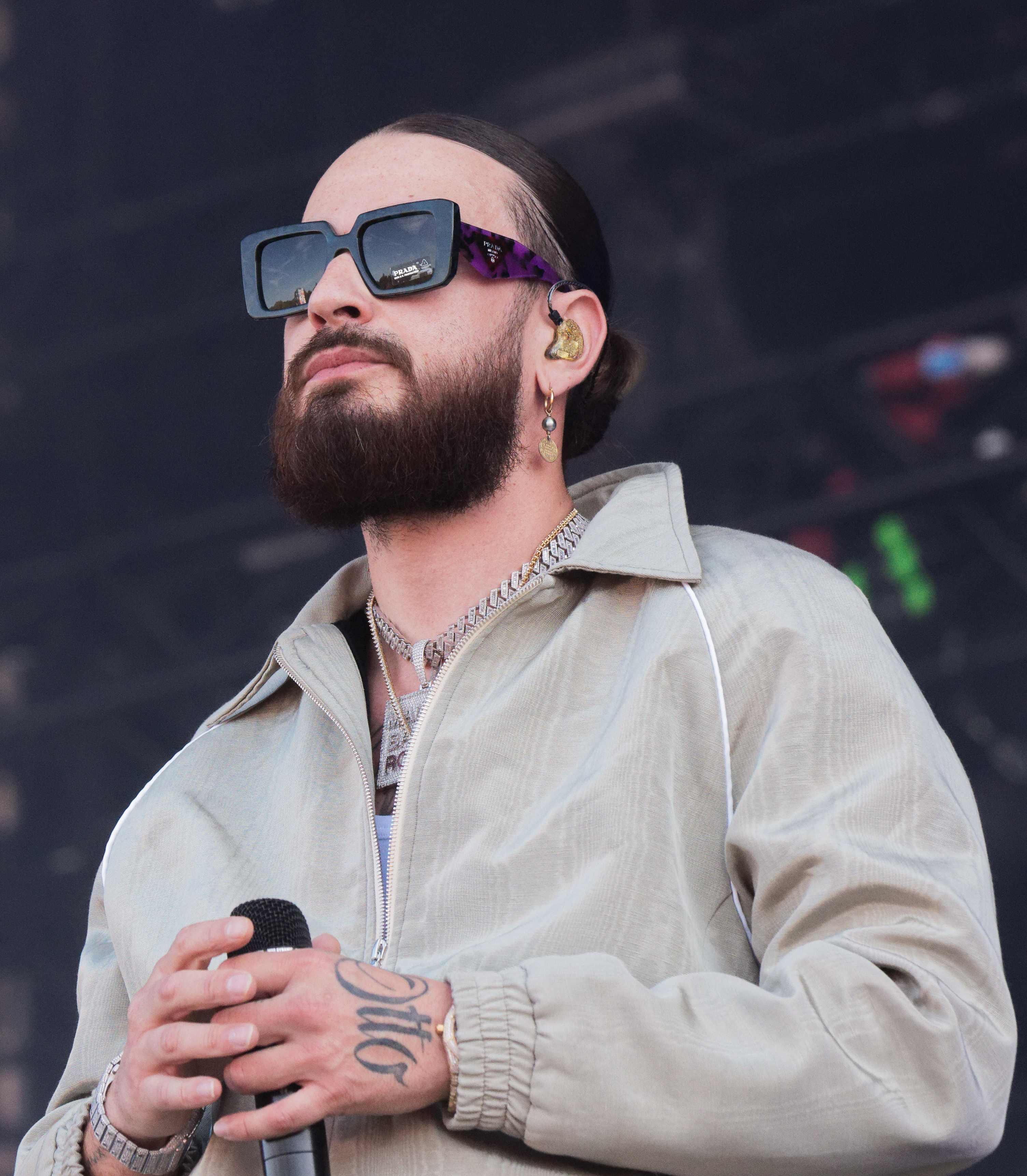
SCH.
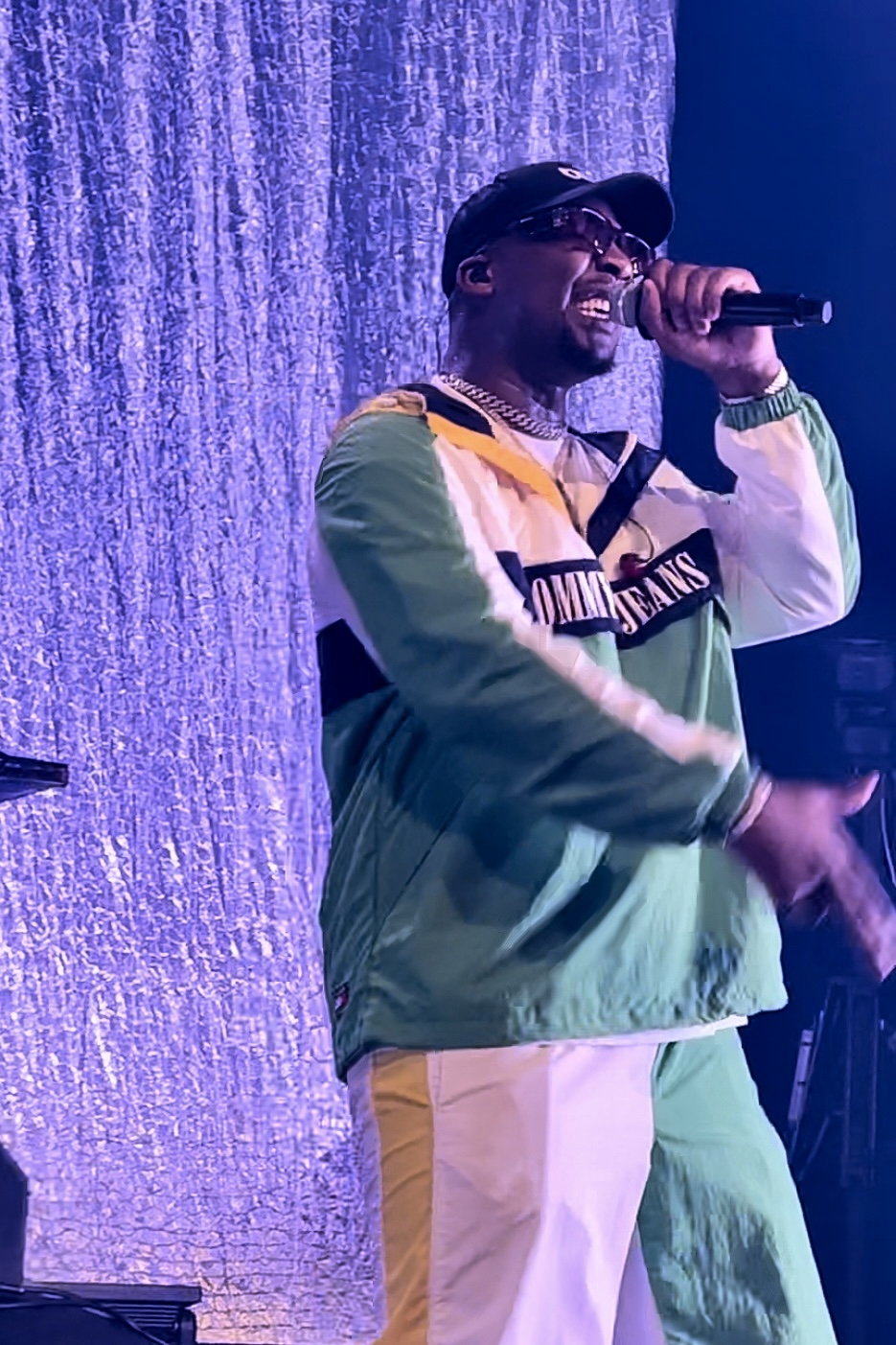
SDM.

### Juges invités
Cités par ordre d'apparition :
- Guy2Bezbar, rappeur ;
- Zola, rappeur ;
- Sofiane Pamart, compositeur et pianiste ;
- Mac Tyer, rappeur et chanteur ;
- Aketo, rappeur ;
- Tunisiano, rappeur ;
- Wojtek
- Vicelow, rappeur ;
- Chris Macari, réalisateur et producteur ;
- Pauline Raignault ;
- Nico Colombien, journaliste ;
- Lonni, youtubeur ;
- Proof, directeur musical et beatmaker ;
- Maureen, chanteuse ;
- Kerchak, rappeur ;
- Favé, rappeur ;
- Rémy Corduant, coach scénique ;
- Naza, rappeur .

## Candidats
- Vainqueur
- Deuxième place
- Troisième place
- Quatrième place

| Étapes                 | Candidats       |
| ---------------------- | --------------- |
| Finale                 | Youssef Swatt's |
| Finale                 | Dadi            |
| Finale                 | Jyeuhair        |
| Épreuve des Featurings | AMK             |
| Épreuve des Clips      | Yorssy          |
| Épreuve des Samples    | Clara Charlotte |
| Épreuve des Battles    | Durden          |
| Épreuve des Battles    | Damys           |
| Épreuve des Battles    | James Loup      |
| Épreuve des Battles    | Kenz            |
| Épreuve des Cyphers    | Anglade         |
| Épreuve des Cyphers    | C_Le_Zee        |

## Étapes

### Étape 1: Les Auditions

#### Épisode 1
Le premier épisode est diffusé le 4 juillet 2024 à 9h01. C'est Les Auditions avec le jury complet.
- OuiLe candidat est qualifié
- BallotageLe candidat est balloté
- NonLe candidat est éliminé

| Ordre | Candidat        | Âge | Localisation                            | Résultat  | Résultat  | Résultat  |
| Ordre | Candidat        | Âge | Localisation                            | SCH       | Aya       | SDM       |
| ----- | --------------- | --- | --------------------------------------- | --------- | --------- | --------- |
| 1     | James Loup      | 25  | NC                                      | Oui       | Oui       | Oui       |
| 2     | Dadi            | 22  | Le Lavandou, Provence-Alpes-Côte d'Azur | Oui       | Oui       | Oui       |
| 3     | Jahlys          | 25  | Martinique                              | Non       | Non       | Non       |
| 4     | Jyeuhair        | 28  | Caen, Normandie                         | Oui       | Oui       | Oui       |
| 5     | Clara Charlotte | 23  | Orléans, Centre-Val de Loire            | Oui       | Oui       | Oui       |
| 6     | Allebou         | 23  | NC                                      | Oui       | Oui       | Oui       |
| 7     | Arvin           | 28  | NC                                      | Oui       | Oui       | Oui       |
| 8     | Anglade         | 25  | Dugny, Seine-Saint-Denis                | Oui       | Oui       | Oui       |
| 9     | Kenz            | 26  | Grenoble, Auvergne-Rhône-Alpes          | Ballotage | Ballotage | Ballotage |
| 10    | Shaka           | 25  | NC                                      | Non       | Non       | Non       |
| 11    | R'May           | 27  | NC                                      | Non       | Non       | Non       |
| 12    | Lord Gasmique   | 25  | Bruxelles, Belgique                     | Non       | Non       | Non       |
| 13    | AMK             | 26  | Paris 15e, Île-de-France                | Oui       | Oui       | Oui       |
| 14    | Nanor           | 23  | NC                                      | Non       | Non       | Non       |
| 15    | Sophieanne      | NC  | NC                                      | Ballotage | Ballotage | Ballotage |
| 16    | Damys           | 26  | NC                                      | Oui       | Oui       | Oui       |
| 17    | Youssef Swatt's | 26  | Tournai, Belgique                       | Oui       | Oui       | Oui       |

| James Loup | Dadi            | Clara Charlotte | Allebou  |
| Arvin      | Anglade         | Kenz            | Jyeuhair |
| AMK        | Youssef Swatt's | Sophieanne      | Damys    |

#### Épisode 2
Le deuxième épisode est diffusé le 4 juillet 2024 à 9h01. C'est Les Auditions avec un seul juge dont SDM au Parc des Princes, à Paris accompagné de Guy2Bezbar, Aya Nakamura à la Planet Live, situé à Bondy avec le rappeur Zola, à Bondy et SCH accompagné de Sofiane Pamart à la Maison de l'Amérique Latine, à Paris pour la sortie de son nouvel album Noche.
- OuiLe candidat est qualifié
- NonLe candidat est éliminé

| Ordre                         | Candidat                  | Âge                       | Localisation                          | Résultat                  |
| SDM (Invité : Guy2Bezbar)     | SDM (Invité : Guy2Bezbar) | SDM (Invité : Guy2Bezbar) | SDM (Invité : Guy2Bezbar)             | SDM (Invité : Guy2Bezbar) |
| ----------------------------- | ------------------------- | ------------------------- | ------------------------------------- | ------------------------- |
| 1                             | Yorssy                    | 22                        | Orléans, Centre-Val de Loire          | Oui                       |
| 2                             | Godson                    | 22                        | Belgique                              | Oui                       |
| Aya Nakamura (Invité : Zola)  |                           |                           |                                       |                           |
| 3                             | Trigga                    | 25                        | Paris 19e, Île-de-France              | Oui                       |
| 4                             | Hakill                    | 30                        | Dakar, Sénégal                        | Oui                       |
| SCH (Invité : Sofiane Pamart) |                           |                           |                                       |                           |
| 5                             | MDLean                    | 26                        | Marseille, Provence-Alpes-Côte d'Azur | Non                       |
| 6                             | Durden                    | 29                        | Lyon, Auvergne-Rhône-Alpes            | Oui                       |
| 7                             | C_Le_Zee                  | 26                        | Lyon, Auvergne-Rhône-Alpes            | Oui                       |
|                               |                           |                           |                                       |                           |

#### Épisode 3
Le troisième épisode est diffusé le 4 juillet 2024 à 9h01. C'est Les Auditions avec les candidats du premier et deuxième épisode.
- OuiLe candidat est qualifié
- NonLe candidat est éliminé

| Ordre | Candidat        | Âge | Localisation                            | Résultat     | Résultat    |
| Ordre | Candidat        | Âge | Localisation                            | 1re audition | 2e audition |
| ----- | --------------- | --- | --------------------------------------- | ------------ | ----------- |
| 1     | James Loup      | 25  | NC                                      | Oui          | Oui         |
| 2     | Dadi            | 22  | Le Lavandou, Provence-Alpes-Côte d'Azur | Oui          | Oui         |
| 3     | Jyeuhair        | 28  | Caen, Normandie                         | Oui          | Oui         |
| 4     | Clara Charlotte | 23  | Orléans, Centre-Val de Loire            | Oui          | Oui         |
| 5     | Kenz            | 26  | Grenoble, Auvergne-Rhône-Alpes          | Ballotage    | Oui         |
| 6     | Allebou         | 23  | NC                                      | Oui          | Non         |
| 7     | Arvin           | 28  | NC                                      | Oui          | Non         |
| 8     | Anglade         | 25  | Dugny, Seine-Saint-Denis                | Oui          | Oui         |
| 9     | AMK             | 26  | Paris 15e, Île-de-France                | Oui          | Oui         |
| 10    | Trigga          | 25  | Paris 19e, Île-de-France                | Oui          | Non         |
| 11    | Hakill          | 30  | Dakar, Sénégal                          | Oui          | Non         |
| 12    | Durden          | 29  | Lyon, Auvergne-Rhône-Alpes              | Oui          | Oui         |
| 13    | C_Le_Zee        | 26  | Lyon, Auvergne-Rhône-Alpes              | Oui          | Oui         |
| 14    | Godson          | 22  | Belgique                                | Oui          | Non         |
| 15    | Yorssy          | 22  | Orléans, Centre-Val de Loire            | Oui          | Oui         |
| 16    | Sophieanne      | NC  | NC                                      | Ballotage    | Non         |
| 17    | Damys           | 26  | NC                                      | Oui          | Oui         |
| 18    | Youssef Swatt's | 26  | Tournai, Belgique                       | Oui          | Oui         |

| James Loup | Jyeuhair        | Durden   | Youssef Swatt's |
| AMK        | Yorssy          | Anglade  | Dadi            |
| Kenz       | Clara Charlotte | C_Le_Zee | Damys           |

### Étape 2:Les Cyphers(épisode 4)
Le quatrième épisode est diffusé le 4 juillet 2024 à 9h01. L'épreuve de l'épisode c'est Les Cyphers.
- OuiLe candidat est qualifié
- NonLe candidat est éliminé

| Ordre | Team            | Team            | Thème       | Résultat | Résultat | Résultat |
| Ordre | Team            | Team            | Thème       | SCH      | Aya      | SDM      |
| ----- | --------------- | --------------- | ----------- | -------- | -------- | -------- |
| 1     | Team James Loup | James Loup      | 100 000 €   | Oui      | Oui      | Oui      |
| 1     | Team James Loup | Jyeuhair        | 100 000 €   | Oui      | Oui      | Oui      |
| 1     | Team James Loup | Durden          | 100 000 €   | Oui      | Oui      | Oui      |
| 1     | Team James Loup | Youssef Swatt's | 100 000 €   | Oui      | Oui      | Oui      |
| 2     | Team AMK        | AMK             | L'Ascension | Oui      | Oui      | Oui      |
| 2     | Team AMK        | Yorssy          | L'Ascension | Oui      | Oui      | Oui      |
| 2     | Team AMK        | Anglade         | L'Ascension | Non      | Non      | Non      |
| 2     | Team AMK        | Dadi            | L'Ascension | Oui      | Oui      | Oui      |
| 3     | Team Kenz       | Kenz            | La Fame     | Oui      | Oui      | Oui      |
| 3     | Team Kenz       | Clara Charlotte | La Fame     | Oui      | Oui      | Oui      |
| 3     | Team Kenz       | C_Le_Zee        | La Fame     | Non      | Non      | Non      |
| 3     | Team Kenz       | Damys           | La Fame     | Oui      | Oui      | Oui      |

| James Loup      | Durden | Yorssy          | Kenz | Damys    |
| Youssef Swatt's | AMK    | Clara Charlotte | Dadi | Jyeuhair |

### Étape 3:Les Battles(épisodes 5 et 6)
Les cinquième et sixième épisodes sont diffusés le 11 juillet 2024 à 9h01. L'épreuve des épisodes c'est Les Battles.
- Le candidat est qualifié
- Le candidat est repêché
- Le candidat est éliminé

| Ordre | Coach | Candidat        | VS | Candidat   | Coach     |
| ----- | ----- | --------------- | -- | ---------- | --------- |
| 1     | Aketo | AMK             | VS | Durden     | Tunisiano |
| 2     | Aketo | Youssef Swatt's | VS | James Loup | Tunisiano |
| 3     | Aketo | Dadi            | VS | Kenz       | Tunisiano |
| 4     | Aketo | Clara Charlotte | VS | Yorssy     | Tunisiano |
| 5     | Aketo | Jyeuhair        | VS | Damys      | Tunisiano |

| AMK | Youssef Swatt's | Dadi | Clara Charlotte | Jyeuhair | Yorssy |

### Étape 4:Les Samples(épisode 7)
Le septième épisode est diffusé le 11 juillet 2024 à 9h01. L'épreuve de l'épisode c'est Les Samples.
- Le candidat est qualifié
- Le candidat est qualifié en dernier
- Le candidat est éliminé

| Ordre | Candidat        | Sample                                  | Résultat |
| ----- | --------------- | --------------------------------------- | -------- |
| 1     | Dadi            | Prélude Op.28 N°4 - Chopin              | Qualifié |
| 2     | Jyeuhair        | Murder In The First - Christopher Young | Qualifié |
| 3     | Clara Charlotte | La Foule - Édith Piaf                   | Éliminée |
| 4     | AMK             | Harguetni Eddamaa - Ahmed Wahby         | Qualifié |
| 5     | Yorssy          | Symphonie N°5 - Beethoven               | Qualifié |
| 6     | Youssef Swatt's | Mistral Gagnant - Renaud                | Qualifié |

| Jyeuhair | Youssef Swatt's | Dadi | AMK | Yorssy |

### Étape 5:Les Clips(épisode 8)
Le huitième épisode est diffusé le 18 juillet 2024 à 9h01. L'épreuve de l'épisode c'est Les Clips.
- Le candidat est qualifié
- Le candidat est éliminé

| Ordre | Candidat        | Titre                         | Lieu                                    | Résultat |
| ----- | --------------- | ----------------------------- | --------------------------------------- | -------- |
| 1     | Dadi            | Birthday                      | Le Lavandou, Provence-Alpes-Côte d'Azur | Qualifié |
| 2     | Jyeuhair        | C'est la vie                  | Caen, Normandie                         | Qualifié |
| 3     | AMK             | Thug                          | Paris 15e, Île-de-France                | Qualifié |
| 4     | Yorssy          | Dehors C'est Noir             | Orléans, Centre-Val de Loire            | Éliminé  |
| 5     | Youssef Swatt's | Je sais pas faire de refrains | Tournai, Belgique                       | Qualifié |

| Jyeuhair | Youssef Swatt's | Dadi | AMK |

### Étape 6:Les Featurings(épisode 9 / demi-finale)
Le neuvième épisode est diffusé le 18 juillet 2024 à 9h01. L'épreuve de l'épisode c'est Les Featurings.
- Le candidat est qualifié
- Le candidat est qualifié en dernier
- Le candidat est éliminé

| Ordre | Candidat        | Collaborateur | Chanson                          | Résultat |
| ----- | --------------- | ------------- | -------------------------------- | -------- |
| 1     | Dadi            | Favé          | Flashback (feat. Gazo)           | Qualifié |
| 2     | Jyeuhair        | Maureen       | Laptop (feat. Kalash)            | Qualifié |
| 3     | AMK             | Zola          | Toute la journée (feat. Tiakola) | Éliminé  |
| 4     | Youssef Swatt's | Kerchak       | Peur (feat. Ziak)                | Qualifié |

| Jyeuhair | Youssef Swatt's | Dadi |

### Étape 7: La Finale (épisode 10 / finale)
Le dixième épisode est diffusé le 21 juillet 2024à 20h00. Les candidats ont travaillé chacun avec un beatmaker ; 2K avec Dadi, Jyeuhair avec Tarik Azzouz et Voluptyk avec Youssef Swatt's.
- Le candidat est vainqueur
- Le candidat est finaliste
- Le candidat est troisième

| Ordre | Candidat        | Beatmaker    | Titre            | Résultat  |
| ----- | --------------- | ------------ | ---------------- | --------- |
| 1     | Dadi            | 2K           | Bah Ouais        | Finaliste |
| 2     | Jyeuhair        | Tarik Azzouz | Misaotra         | Troisième |
| 3     | Youssef Swatt's | Voluptyk     | Générique de Fin | Vainqueur |

## Épisodes
| № | #  | Titre                          | Juges invités                                          | Première diffusion                             |
| --- | -- | ------------------------------ | ------------------------------------------------------ | ---------------------------------------------- |
| 17 | 1  | Nouveau jury, nouvelles règles | N/A                                                    | 2 juillet 2024 (avant-première) 4 juillet 2024 |
| La saison commence très fort dès les auditions : 20 concurrents de France et de Belgique viennent à Paris dans l'espoir d'impressionner le nouveau jury.                           |    |                                |                                                        |                                                |
| 18 | 2  | Vous n’êtes pas tout seuls     | Guy2Bezbar, Zola, Sofiane Pamart                       | 4 juillet 2024                                 |
| Avant de trancher sur le sort de deux participants, SDM, Aya et SCH veulent dénicher d'autres pépites avec l'aide de Guy2Bezbar, Zola et Sofiane Pamart.                           |    |                                |                                                        |                                                |
| 19 | 3  | Remise à zéro                  | N/A                                                    | 4 juillet 2024                                 |
| Avec six nouveaux dans la course, la compétition reprend à zéro et certains profitent d'une seconde chance. Les 18 concurrents doivent plancher sur leurs textes et leur flow.     |    |                                |                                                        |                                                |
| 20 | 4  | En équipe                      | Mac Tyer                                               | 4 juillet 2024                                 |
| Guidés par Mac Tyer, les 12 participants restants s'attaquent à l'épreuve des cyphers. Si certaines personnes succombent à la pression, pour d'autres, c'est le moment de briller. |    |                                |                                                        |                                                |
| 21 | 5  | Éteindre l’autre (partie 1)    | Aketo et Tunisiano                                     | 11 juillet 2024                                |
| Une véritable lutte s'engage alors que cinq duos se préparent à s'affronter au cours d'un battle sans pitié, épaulés par Aketo et Tunisiano.                                       |    |                                |                                                        |                                                |
| 22 | 6  | Éteindre l’autre (partie 2)    | Aketo et Tunisiano                                     | 11 juillet 2024                                |
| Après avoir révélé les champions du battle, le jury livre une annonce surprise : les cinq rappeurs éliminés se voient offrir une dernière chance de rester dans la course.         |    |                                |                                                        |                                                |
| 23 | 7  | Premier showcase               | Vicelow                                                | 11 juillet 2024                                |
| Six participants relèvent un nouveau défi : enregistrer un titre sur la base d'un sample connu, puis l'interpréter en showcase. Tout le monde saura-t-il être à la hauteur ?       |    |                                |                                                        |                                                |
| 24 | 8  | Retour aux sources             | Chris Macari, Pauline Raignault, Nico Colombien, Lonni | 18 juillet 2024                                |
| Alors qu'une personne quitte la compétition, les cinq derniers candidats retournent chez eux et ont trois jours pour créer un clip qui bluffera le jury.                           |    |                                |                                                        |                                                |
| 25 | 9  | Dernier duo pour la victoire   | Proof, Zola, Maureen, Kerchak, Favé                    | 18 juillet 2024                                |
| En collaboration avec Zola, Maureen, Kerchak et Favé, les demi-finalistes ajoutent leur touche personnelle à quatre hits du rap français.                                          |    |                                |                                                        |                                                |
| 26 | 10 | Le titre pour changer sa vie   | Rémy Corduant                                          | 21 juillet 2024                                |
| Les trois derniers concurrents interprètent des titres originaux lors d'une finale exceptionnelle. Le jury, divisé et au bord de l'impasse, doit rendre un verdict très difficile. |    |                                |                                                        |                                                |